# 검버섯
검버섯(liver spot, age spot) 또는 일광흑색점(햇빛흑색점, 일광흑자, solar lentigo)은 노화 및 햇빛의 자외선 노출과 관련된 피부 상의 얼룩이다. 간반(肝斑)이라고도 한다. 밝은 갈색에서부터 빨강이나 검정으로까지 색이 다양하며 햇빛에 종종 노출되는 부위에 위치하는데, 특히 손, 얼굴, 어깨, 팔, 이마, 또 대머리인 경우 두피에까지 영향을 미친다.
간 문제로 발생한다는 잘못된 믿음 때문에 간반(肝斑)이라 불리기도 하지만, 비슷한 색이라는 것을 제외하고는 생리학적으로는 간과는 관련이 없다. 40세 이상의 경우 피부는 햇빛 노출을 받으면 재생성 능력이 떨어지며, 검버섯은 이 나이대에 매우 흔한 질병으로, 특히 햇빛 속에 시간을 보내는 사람들에게 그러하다.

## 같이 보기
- 주근깨